# Hipparchia kandarica
Hipparchia kandarica är en fjärilsart som beskrevs av Varin 1954. Hipparchia kandarica ingår i släktet Hipparchia och familjen praktfjärilar. Inga underarter finns listade i Catalogue of Life.